# Wilhelm Bubeck

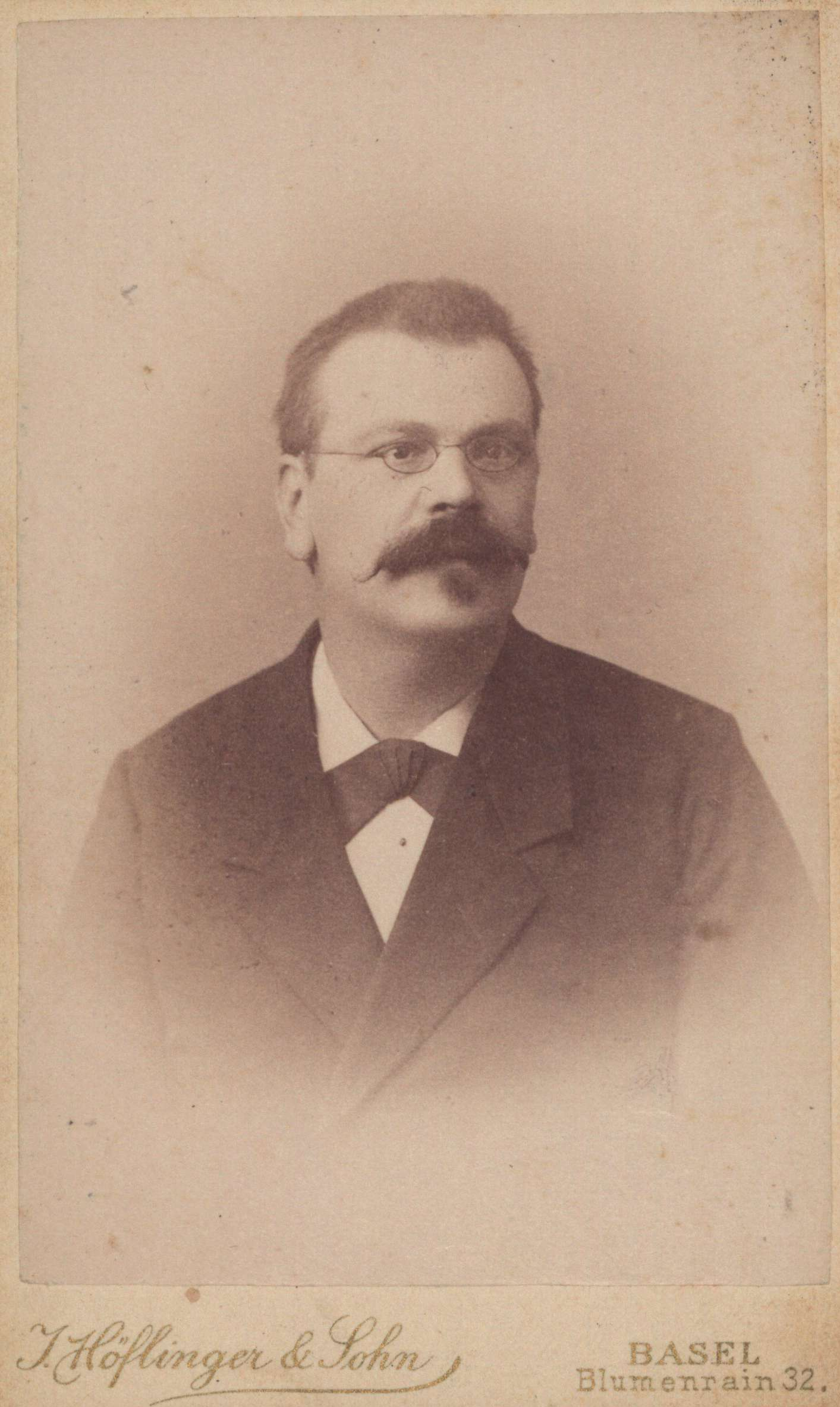
Wilhelm Bubeck (zwischen 1880 und 1891)

Wilhelm Bubeck (* 10. Juli 1850 in Basel; † 14. Juni 1891 in Münchenstein) war ein Schweizer Architekt.

## Leben und Wirken
Bubeck absolvierte am Polytechnikum in Stuttgart in den Jahren 1868 bis 1872 eine Ausbildung zum Architekten. Nach seinem Abschluss war er am Bau der Gotthardbahn beteiligt und verantwortlicher Architekt für die Hochbau-Projekte der Gotthardbahn. Danach folgte eine Anstellung beim königlichen Baurat Edwin Oppler (1831–1880) in Hannover. Bubeck bereiste Europa und wirkte unter anderem am Bau des grossen Justizpalastes in Brüssel mit.
Nach seiner Rückkehr nach Basel wurde er Leiter der Zeichen- und Modellierschule Basel. Am 9. November 1880 wurde er zum Direktor des Gewerbemuseum Basel ernannt. 1886 erfolgte die Umwandlung der Modellierschule unter der Federführung von Bubeck als Allgemeine Gewerbeschule Basel, er war dort bis zu seinem tragischen Unfalltod 1891 Direktor.
Er fertigte zahlreiche Entwürfe, Skizzen und Zeichnung die das spätere Stadtbild von Basel prägen unter anderen entstanden nach seinen Entwürfen auch Trinkwasserbrunnen, die seinerzeit von den Ludwig von Roll’schen Eisenwerken in deren Hochöfen gegossen wurden. Von den ursprünglich 50 Brunnen-Exemplaren, die nach dem Entwurf von Bubeck gefertigt wurden, sind heute noch 28 in der Stadt Basel vorhanden.
Am 14. Juni 1891 kam Wilhelm Bubeck zusammen mit seinem Bruder P.J. Bubeck-Degen und dessen Sohn, sowie Bubeks Schwester Johanna bei dem Eisenbahnunglück von Münchenstein ums Leben. Die Katastrophe an der Eisenbahnbrücke über die Birs forderte mehr als 70 Menschenleben.

## Werke
Bekannte Werke von Bubeck in Basel:

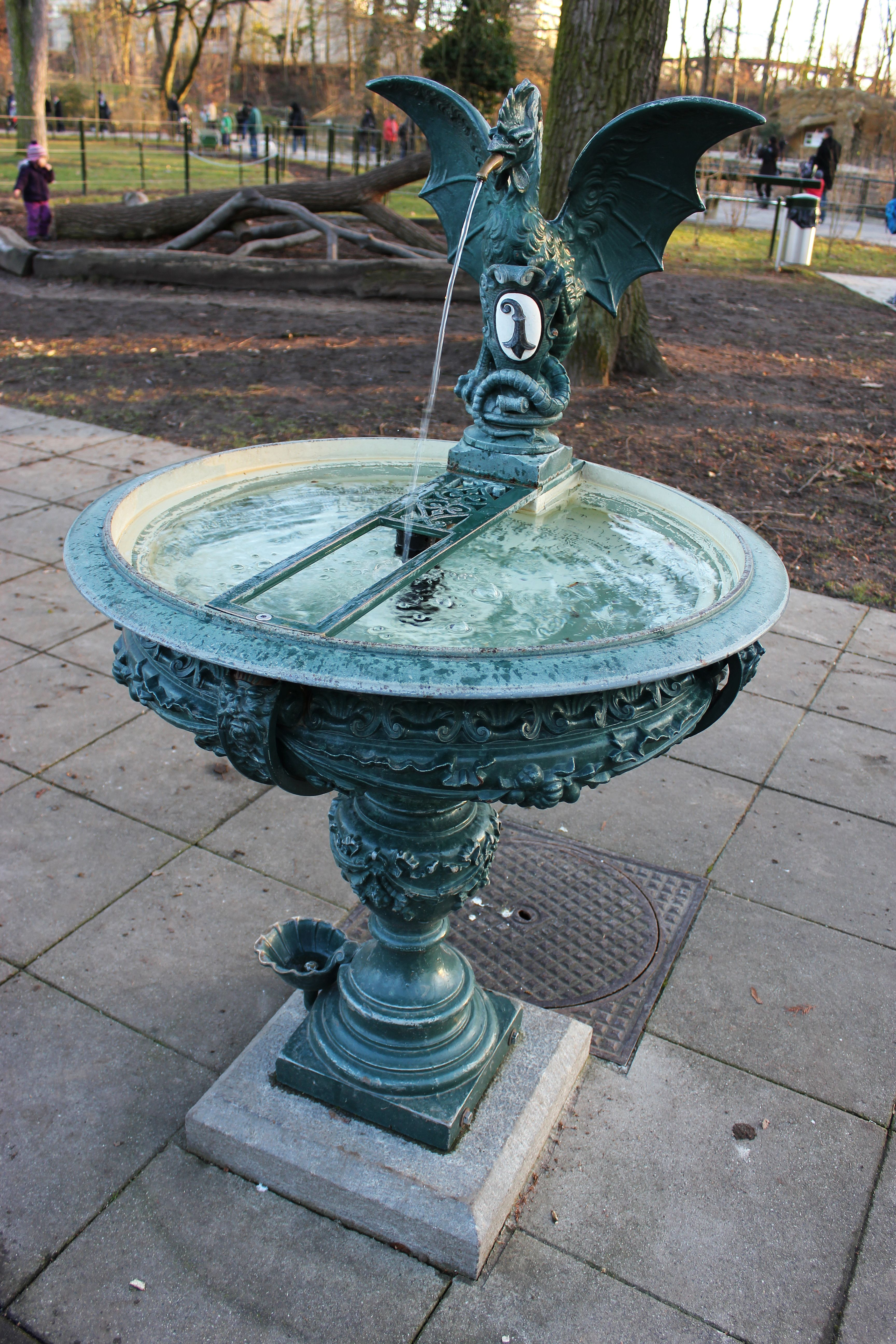
Basiliskenbrunnen in Basel, Tierpark Lange Erlen

- Basiliskenbrunnen in Basel, im Volksmund als «Basilisgge-Brünneli» bezeichnet.
- Trottoirbrunnen

In Zürich: https://h2o.do/ch-zh?l=de&i=Q27229668